# Tour des Apennins 2014
La 75e édition du Tour des Apennins a eu lieu le 24 juin 2014. La course fait partie du calendrier UCI Europe Tour 2014 en catégorie 1.1.

## Présentation

### Équipes
Classé en catégorie 1.1 de l'UCI Europe Tour, le Tour des Apennins est par conséquent ouvert aux UCI ProTeams dans la limite de 50 % des équipes participantes, aux équipes continentales professionnelles, aux équipes continentales et aux équipes nationales.
Dix-neuf équipes participent à ce Tour des Apennins - six équipes continentales professionnelles et treize équipes continentales :
| Équipes continentales professionnelles | Équipes continentales professionnelles | Équipes continentales professionnelles |
| Nom de l'équipe                        | Pays                                   | Code                                   |
| -------------------------------------- | -------------------------------------- | -------------------------------------- |
| Androni Giocattoli-Venezuela           | Italie                                 | AND                                    |
| Bardiani CSF                           | Italie                                 | BAR                                    |
| Colombia                               | Colombie                               | COL                                    |
| MTN-Qhubeka                            | Afrique du Sud                         | MTN                                    |
| Neri Sottoli                           | Italie                                 | NRI                                    |
| RusVelo                                | Russie                                 | RVL                                    |

| Équipes continentales    | Équipes continentales | Équipes continentales |
| Nom de l'équipe          | Pays                  | Code                  |
| ------------------------ | --------------------- | --------------------- |
| Adria Mobil              | Slovénie              | ADR                   |
| Amore & Vita-Selle SMP   | Ukraine               | AMO                   |
| Area Zero                | Italie                | AZT                   |
| Gourmetfein Simplon Wels | Autriche              | RSW                   |
| Idea                     | Italie                | IDE                   |
| Itera-Katusha            | Russie                | TIK                   |
| Meridiana Kamen          | Croatie               | MKT                   |
| MG Kvis-Trevigiani       | Italie                | MGK                   |
| Nankang-Fondriest        | Italie                | CEF                   |
| Radenska                 | Slovénie              | RAR                   |
| Utensilnord              | Hongrie               | UNA                   |
| Vega-Hotsand             | Italie                | VHS                   |
| Vini Fantini Nippo       | Japon                 | VFN                   |

## Classement final
|    | Coureur              | Pays     | Équipe                       |    | Temps           |
| -- | -------------------- | -------- | ---------------------------- | -- | --------------- |
| 1  | Sonny Colbrelli      | Italie   | Bardiani CSF                 | en | 4 h 44 min 14 s |
| 2  | Grega Bole           | Slovénie | Vini Fantini Nippo           | +  | m.t             |
| 3  | Miguel Ángel Rubiano | Colombie | Colombia                     |    | m.t             |
| 4  | Simone Ponzi         | Italie   | Neri Sottoli                 |    | m.t             |
| 5  | Andrea Pasqualon     | Italie   | Area Zero                    |    | m.t             |
| 6  | Sergueï Lagoutine    | Russie   | RusVelo                      |    | m.t             |
| 7  | Enrico Battaglin     | Italie   | Bardiani CSF                 |    | m.t             |
| 8  | Antonio Parrinello   | Italie   | Androni Giocattoli-Venezuela |    | m.t             |
| 9  | Fabio Taborre        | Italie   | Neri Sottoli                 |    | m.t             |
| 10 | Sergey Pomoshnikov   | Russie   | RusVelo                      |    | m.t             |

## Liste des participants
- Liste de départ complète

| Légende | Légende                                                                    | Légende | Légende                                                    |
| ------- | -------------------------------------------------------------------------- | ------- | ---------------------------------------------------------- |
| Num     | Dossard de départ porté par le coureur sur ce Tour des Apennins            | Pos     | Position à l'arrivée de la course                          |
|         | Indique un maillot de champion national ou mondial, suivi de sa spécialité | NP      | Indique un coureur qui n'a pas pris le départ de la course |
| AB      | Indique un coureur qui n'a pas terminé la course                           | HD      | Indique un coureur qui a terminé la course hors des délais |

| Meridiana Kamen MKT | Meridiana Kamen MKT       | Meridiana Kamen MKT |
| ------------------- | ------------------------- | ------------------- |
| Num                 | Coureur                   | Pos                 |
| 1                   | Davide Mucelli (ITA)      | AB                  |
| 2                   | Antonio Santoro (ITA)     | 12e                 |
| 3                   | Emanuel Kišerlovski (CRO) | 26e                 |
| 4                   | Blaž Furdi (SLO)          | 72e                 |
| 5                   | Robert Jenko (SLO)        | AB                  |
| 6                   | Mateo Franković (SLO)     | 78e                 |
| 7                   | Endi Širol (CRO)          | AB                  |
| 8                   |                           |                     |

| Androni Giocattoli-Venezuela AND | Androni Giocattoli-Venezuela AND | Androni Giocattoli-Venezuela AND |
| -------------------------------- | -------------------------------- | -------------------------------- |
| Num                              | Coureur                          | Pos                              |
| 11                               | Franco Pellizotti (ITA)          | 38e                              |
| 12                               | Manuel Belletti (ITA)            | AB                               |
| 13                               | Matteo Di Serafino (ITA)         | 68e                              |
| 14                               | Antonio Parrinello (ITA)         | 8e                               |
| 15                               |                                  |                                  |
| 16                               | Emanuele Sella (ITA)             | 15e                              |
| 17                               | Alessio Taliani (ITA)            | 31e                              |
| 18                               | Gianfranco Zilioli (ITA)         | 19e                              |

| Bardiani CSF BAR | Bardiani CSF BAR                 | Bardiani CSF BAR |
| ---------------- | -------------------------------- | ---------------- |
| Num              | Coureur                          | Pos              |
| 21               | Sonny Colbrelli (ITA)            | 1er              |
| 22               | Edoardo Zardini (ITA)            | 42e              |
| 23               | Francesco Manuel Bongiorno (ITA) | AB               |
| 24               | Enrico Battaglin (ITA)           | 7e               |
| 25               | Stefano Pirazzi (ITA)            | 41e              |
| 26               | Andrea Manfredi (ITA)            | AB               |
| 27               | Enrico Barbin (ITA)              | 43e              |
| 28               | Angelo Pagani (ITA)              | 40e              |

| Colombia COL | Colombia COL                       | Colombia COL |
| ------------ | ---------------------------------- | ------------ |
| Num          | Coureur                            | Pos          |
| 31           | Robinson Chalapud (COL)            | 17e          |
| 32           | Fabio Duarte (COL)                 | AB           |
| 33           | Jarlinson Pantano (COL)            | 18e          |
| 34           | Darwin Pantoja (COL)               | 63e          |
| 35           | Jonathan Paredes (COL)             | AB           |
| 36           | Edward Díaz (COL)                  | 28e          |
| 37           | Miguel Ángel Rubiano (COL) (Route) | 3e           |
| 38           | Rodolfo Torres (COL)               | 30e          |

| MTN-Qhubeka MTN | MTN-Qhubeka MTN                  | MTN-Qhubeka MTN |
| --------------- | -------------------------------- | --------------- |
| Num             | Coureur                          | Pos             |
| 41              | Tsgabu Grmay (ETH) (Route)       | 58e             |
| 42              | Jacques Janse van Rensburg (RSA) | 67e             |
| 43              |                                  |                 |
| 44              | Louis Meintjes (RSA) (Route)     | 27e             |
| 45              |                                  |                 |
| 46              | Kristian Sbaragli (ITA)          | AB              |
| 47              | Merhawi Kudus (ERI)              | 11e             |
| 48              | Dennis van Niekerk (RSA)         | AB              |

| Neri Sottoli NRI | Neri Sottoli NRI        | Neri Sottoli NRI |
| ---------------- | ----------------------- | ---------------- |
| Num              | Coureur                 | Pos              |
| 51               | Mirko Tedeschi (ITA)    | 77e              |
| 52               | Andrea Fedi (ITA)       | 44e              |
| 53               | Mauro Finetto (ITA)     | 13e              |
| 54               | Luigi Miletta (ITA)     | 62e              |
| 55               | Giorgio Cecchinel (ITA) | AB               |
| 56               | Simone Ponzi (ITA)      | 4e               |
| 57               | Matteo Rabottini (ITA)  | 39e              |
| 58               | Fabio Taborre (ITA)     | 9e               |

| RusVelo RVL | RusVelo RVL              | RusVelo RVL |
| ----------- | ------------------------ | ----------- |
| Num         | Coureur                  | Pos         |
| 61          | Sergey Firsanov (RUS)    | 33e         |
| 62          | Kirill Pozdnyakov (RUS)  | 50e         |
| 63          | Sergueï Klimov (RUS)     | 59e         |
| 64          | Igor Boev (RUS)          | AB          |
| 65          | Ivan Balykin (RUS)       | 49e         |
| 66          | Sergueï Lagoutine (RUS)  | 6e          |
| 67          | Sergey Pomoshnikov (RUS) | 10e         |
| 68          | Leonid Krasnov (RUS)     | AB          |

| Adria Mobil ADR | Adria Mobil ADR       | Adria Mobil ADR |
| --------------- | --------------------- | --------------- |
| Num             | Coureur               | Pos             |
| 71              | David Per (SLO)       | NP              |
| 72              | Kristjan Fajt (SLO)   | 48e             |
| 73              | Primož Roglič (SLO)   | 24e             |
| 74              | Klemen Štimulak (SLO) | AB              |
| 75              |                       |                 |
| 76              | Domen Novak (SLO)     | AB              |
| 77              | Radoslav Rogina (CRO) | 21e             |
| 78              | Bruno Maltar (CRO)    | AB              |

| Amore & Vita-Selle SMP AMO | Amore & Vita-Selle SMP AMO | Amore & Vita-Selle SMP AMO |
| -------------------------- | -------------------------- | -------------------------- |
| Num                        | Coureur                    | Pos                        |
| 81                         | Luca Benedetti (ITA)       | NP                         |
| 82                         | Simone Stortoni (ITA)      | NP                         |
| 83                         | Leonardo Pinizzotto (ITA)  | NP                         |
| 84                         |                            |                            |
| 85                         | Mattia Gavazzi (ITA)       | NP                         |
| 86                         | Uri Martins (MEX)          | NP                         |
| 87                         |                            |                            |
| 88                         |                            |                            |

| Area Zero AZT | Area Zero AZT           | Area Zero AZT |
| ------------- | ----------------------- | ------------- |
| Num           | Coureur                 | Pos           |
| 91            | Paolo Ciavatta (ITA)    | 82e           |
| 92            | Charly Petelin (ITA)    | AB            |
| 93            | Silvio Giorni (ITA)     | 76e           |
| 94            | Gianluca Leonardi (ITA) | 71e           |
| 95            | Stefano Tonin (ITA)     | 32e           |
| 96            | Andrea Pasqualon (ITA)  | 5e            |
| 97            | Simone Petilli (ITA)    | 36e           |
| 98            | Marco Tecchio (ITA)     | 37e           |

| Itera-Katusha TIK | Itera-Katusha TIK         | Itera-Katusha TIK |
| ----------------- | ------------------------- | ----------------- |
| Num               | Coureur                   | Pos               |
| 101               | Maksim Razumov (RUS)      | AB                |
| 102               | Roman Katirin (RUS)       | 53e               |
| 103               | Pavel Ptashkin (RUS)      | 51e               |
| 104               | Dmitrii Ignatiev (RUS)    | 22e               |
| 105               | Aydar Zakarin (RUS)       | 57e               |
| 106               | Alexander Foliforov (RUS) | 65e               |
| 107               | Igor Frolov (RUS)         | AB                |
| 108               | Mikhail Akimov (RUS)      | 60e               |

| MG Kvis-Trevigiani MGK | MG Kvis-Trevigiani MGK      | MG Kvis-Trevigiani MGK |
| ---------------------- | --------------------------- | ---------------------- |
| Num                    | Coureur                     | Pos                    |
| 111                    | Daniele Aldegheri (ITA)     | 54e                    |
| 112                    | Matteo Busato (ITA)         | 14e                    |
| 113                    | Luca Chirico (ITA)          | 45e                    |
| 114                    | Ricardo Creel (USA)         | AB                     |
| 115                    | Lorenzo Di Remigio (ITA)    | 80e                    |
| 116                    | Juan Ignacio Curuchet (ARG) | AB                     |
| 117                    | Mattia Frapporti (ITA)      | AB                     |
| 118                    | Gianluca Vecchio (ITA)      | 66e                    |

| Nankang-Fondriest CEF | Nankang-Fondriest CEF  | Nankang-Fondriest CEF |
| --------------------- | ---------------------- | --------------------- |
| Num                   | Coureur                | Pos                   |
| 121                   | Alfredo Balloni (ITA)  | 34e                   |
| 122                   | Luca Taschin (ITA)     | AB                    |
| 123                   | Nicola Dal Santo (ITA) | AB                    |
| 124                   | Alfonso Fiorenza (ITA) | 81e                   |
| 125                   | Matteo Gozzi (ITA)     | 70e                   |
| 126                   | Lorenzo Trabucco (ITA) | AB                    |
| 127                   | Antonio Merolese (ITA) | 69e                   |
| 128                   | Giacomo Forconi (ITA)  | AB                    |

| Radenska RAR | Radenska RAR                | Radenska RAR |
| ------------ | --------------------------- | ------------ |
| Num          | Coureur                     | Pos          |
| 131          | Martin Otoničar (SLO)       | AB           |
| 132          | Alessio Marchetti (ITA)     | 23e          |
| 133          | Luka Pibernik (SLO) (Route) | 46e          |
| 134          | Tadej Hiti (SLO)            | AB           |
| 135          | Rok Korošec (SLO)           | AB           |
| 136          | Jure Miškulin (SLO)         | AB           |
| 137          | Andrej Rajšp (SLO)          | AB           |
| 138          | Uroš Repše (SLO)            | 83e          |

| Gourmetfein Simplon Wels RSW | Gourmetfein Simplon Wels RSW | Gourmetfein Simplon Wels RSW |
| ---------------------------- | ---------------------------- | ---------------------------- |
| Num                          | Coureur                      | Pos                          |
| 141                          | Daniel Biedermann (AUT)      | AB                           |
| 142                          |                              |                              |
| 143                          |                              |                              |
| 144                          |                              |                              |
| 145                          | Matija Kvasina (CRO)         | AB                           |
| 146                          | Daniel Lehner (AUT)          | AB                           |
| 147                          | Lukas Zeller (AUT)           | AB                           |
| 148                          | Sebastian Schönberger (AUT)  | AB                           |

| Idea IDE | Idea IDE                 | Idea IDE |
| -------- | ------------------------ | -------- |
| Num      | Coureur                  | Pos      |
| 151      | Simone Carantoni (ITA)   | AB       |
| 152      | Ricardo Pichetta (ITA)   | 64e      |
| 153      | Mirko Tedeschi (ITA)     | 35e      |
| 154      | Matteo Collodel (ITA)    | 74e      |
| 155      | Alessandro Pettiti (ITA) | AB       |
| 156      |                          |          |
| 157      | Matteo Spreafico (ITA)   | 55e      |
| 158      | Davide Ballerini (ITA)   | 73e      |

| Utensilnord UNA | Utensilnord UNA           | Utensilnord UNA |
| --------------- | ------------------------- | --------------- |
| Num             | Coureur                   | Pos             |
| 161             | Alessandro Mazzi (ITA)    | AB              |
| 162             | Gennaro Maddaluno (ITA)   | 79e             |
| 163             |                           |                 |
| 164             | Gianfranco Visconti (ITA) | 52e             |
| 165             |                           |                 |
| 166             | Bendegúz Bernárd (HUN)    | AB              |
| 167             | Zoltán Lengyel (HUN)      | AB              |
| 168             |                           |                 |

| Vega-Hotsand VHS | Vega-Hotsand VHS              | Vega-Hotsand VHS |
| ---------------- | ----------------------------- | ---------------- |
| Num              | Coureur                       | Pos              |
| 171              | Cesare Ciommi (ITA)           | 29e              |
| 172              | Alessio Camilli (ITA)         | 20e              |
| 173              | Sante Di Nizio (ITA)          | AB               |
| 174              | Gianni Franco D'Intino (ITA)  | AB               |
| 175              | Gian Marco Di Francesco (ITA) | 56e              |
| 176              | Moreno Giampaolo (ITA)        | 75e              |
| 177              | Nicola Gaffurini (ITA)        | 16e              |
| 178              | Alessandro Riccardi (ITA)     | 61e              |

| Vini Fantini Nippo VFN | Vini Fantini Nippo VFN     | Vini Fantini Nippo VFN |
| ---------------------- | -------------------------- | ---------------------- |
| Num                    | Coureur                    | Pos                    |
| 181                    | Grega Bole (SLO)           | 2e                     |
| 182                    | Pierpaolo De Negri (ITA)   | 47e                    |
| 183                    | Alessandro Malaguti (ITA)  | AB                     |
| 184                    | Alessandro Bisolti (ITA)   | 25e                    |
| 185                    | Kim Magnusson (SWE)        | NP                     |
| 186                    | Riccardo Stacchiotti (ITA) | AB                     |
| 187                    | Eduard-Michael Grosu (ROU) | AB                     |
| 188                    |                            |                        |